# パリ条約 (1920年)
1920年のパリ条約（パリじょうやく）は、ルーマニア王国と第一次世界大戦の連合国の間で結ばれた条約。ルーマニアにベッサラビア（モルダヴィア民主共和国）の主権を認めた。しかし、この条約は、日本が批准しなかったために、発効することはなかった。

## 概要
1918年4月9日（旧暦3月27日）、ロシア内戦の混乱の中、ベッサラビアの国家議会であるスファトゥル・ツァーリーは、ルーマニア王国との統合を、賛成86票、反対3票、欠席36で可決したが、これはロシア側には、ルーマニアによる侵略と見なされた。
ヴェルサイユ条約と同様に、この条約には国際連盟との契約が盛り込まれていたため、アメリカ合衆国はこれを批准しなかった。合衆国は当初、ロシアが条約交渉に参加していないことを理由に調印も拒んでいた。
1920年10月28日のパリ条約は、正式にベッサラビアとルーマニアの統合を承認した。ソビエト連邦と日本は、この統合を承認することはなかった。